# Golliwog
Golliwog es un grupo musical de hardcore punk y punk rock formado en 1998 en Ribnica, Eslovenia. La banda se encuentra conformada por Saša Hrovatin (vocales, guitarra, trompeta), Vid Trdan (guitarra y coros), Matej Oven (bajo y coros) y Jure Pucel (batería).
En 2006, lanzaron su primer álbum de estudio luego de una serie de tres demos, titulado More Than Meets D.I.Y, producido por el sello discográfico Chainsaw Records, y en 2010 lanzan su segundo disco, titulado Plague Allegiance a través del sello In-N-Out Records.

## Historia

### Inicios (1998 - 2001)
Golliwog se formó en Ribnica, Eslovenia, en el verano de 1998 y pocos años después comenzaron a ser conocidos por sus canciones, principalmente por sus mensajes de crítica social, la lucha por los derechos humanos y de los animales, la lucha contra la violencia, el racismo, el sexismo y la globalización. 
En el año 1999 lanzaron su primer demo, titulado Golliwog s/t, un año después, lanzaron su segundo demo, titulado Shake Rattle and Rock, producido de forma independiente, y en el año 2001, lanzaron su tercer y último demo, titulado Gandhi Fans Against Gun Defence, producido de forma independiente. La banda también apareció en compilaciones con el grupo musical serbio No Comply, producidas por el sello discográfico La Bean.

### More Than Meets D.I.Y (2006 - 2010)
El 20 de enero de 2006, Golliwog lanzó su álbum debut, More Than Meets D.I.Y, producido por el sello discográfico Chainsaw Records y grabado en el estudio Metelkova. El álbum recibió muy buenas críticas y poco después del lanzamiento la banda firmó un contrato con el sello japonés In-N-Out Records (Strung Out, RX Bandits, New Found Glory, Nerf Herder, Fenix TX, Halifax, Allister, Home Grown, entre otros).
En ese mismo año, Golliwog fue invitado a participar de una compilación internacional de punk rock llamada Energy To Start The Day, producida por el sello discográfico No Filler Records de Florida, Estados Unidos. Por otra parte, ese año la banda compartió el escenario con grupos tales como NOFX, SNFU, Anti Flag, Sick Of It All, Street Dogs, Dead For Me, Venerea y Shai Hulud.

### Plague Allegiance (2010 - presente)
En el año 2010, Golliwog lanzó su segundo disco de estudio, titulado Plague Allegiance, producido por los sellos In-N-Out Records y Chainsaw Records. Junto al álbum se dio a conocer un breve folleto con el mismo nombre, donde se incluyeron textos sobre la corrupción gubernamental, las sociedades secretas, el nuevo orden mundial y las conspiraciones de la civilización actual. Un parte del folleto fue escrito y aprobado por autores como David Icke, Michael Tsarion y Maxwell Jordan, entre otros. El segundo álbum fue muy bien aceptado por los medios de comunicación eslovenos y extranjeros como lo demuestra el hecho de que llegó el 7 º lugar según el número de discos vendidos en el mercado internacional según el sitio Interpunk.com después de sólo tres semanas.
El álbum también fue muy bien recibido por la crítica musical y los fanes y abrió una nueva audiencia para la banda. La base de fanes se hizo más grande no sólo en Europa, sino también en Japón, América del Sur, Canadá y Rusia, y el número de canciones de Golliwog en las páginas de Internet creció rápidamente en sitios como Last.fm y Myspace. Plague Allegiance es el primer álbum conceptual de la banda y se observa a lo largo de todas las canciones. Todo el álbum es una sátira política de la realidad y no sólo atrajo la atención de los fanes, sino que también se amplió hacia un público mayor.

## Origen del nombre
Golliwog originalmente es un personaje infantil creado por Florence Kate Upton en el siglo XIX y fueron muy populares en toda la primera mitad del siglo XX, cuando era vendido como muñecos de trapo. El golliwog tuvo mucha popularidad en América del Norte, el Reino Unido, Europa y Australia durante la década de 1960.

## Estilo musical e influencias
Golliwog tiene un estilo musical punk rock y hardcore punk, y se caracteriza por sus canciones con riffs de guitarra y bajo muy veloces, cantos rápidos, batería muy pesada y la corta duración de las canciones, en general de uno a dos minutos. También es importante destacar que las canciones contienen críticas sociales, mensajes a favor de los derechos de los animales, difusión de ideas de pacifistas tales como Gandhi y lucha contra la violencia, el racismo y la globalización.
Los miembros de Golliwog han citado como influencias musicales a los grupos: 7 Seconds, SNFU, Bad Brains, Dead Kennedys, Black Flag, Motörhead, Minor Threat, Anti Nowhere League, The Exploited, Alex Jones, Misfits, Charged GBH, Fugazi, Propagandhi, John Lennon, Dian Fossey, D.R.I., Napalm Death, NOFX, Discharge, Ratos de Porão, Cro-Mags, Terence McKenna, Jim Zwerg, Tragedy, System Of A Down, Nuclear Assault, Crass, Generation X, TSOL, entre otros.
El grupo tiene una fuerte influencia hacia el activista social David Icke.

## Discografía

### Discos de estudio
| Año  | Álbum                                                                              |
| ---- | ---------------------------------------------------------------------------------- |
| 2006 | More Than Meets D.I.Y - Lanzamiento: 20 de enero de 2006 - Sello: Chainsaw Records |
| 2010 | Plague Allegiance - Lanzamiento: 2010 - Sello: In-N-Out Records/Chainsaw Records   |

### Demos
| Año  | Álbum                                                                      |
| ---- | -------------------------------------------------------------------------- |
| 1999 | Golliwog s/t - Lanzamiento: 1999 - Sello: Independiente                    |
| 2000 | Shake Rattle and Rock - Lanzamiento: 2000 - Sello: Independiente           |
| 2001 | Gandhi Fans Against Gun Defence - Lanzamiento: 2001 - Sello: Independiente |

## Miembros
- Saša Hrovatin - vocales, guitarra, trompeta
- Vid Trdan - guitarra y coros
- Matej Oven - bajo y coros
- Jure Pucelj - batería

## Cronología
|               |      |      |      |                       |      |                   |      |
|               |      |      |      | More Than Meets D.I.Y |      | Plague Allegiance |      |
| 1998          | 2000 | 2002 | 2004 | 2006                  | 2008 | 2010              | 2012 |
| Saša Hrovatin |      |      |      |                       |      |                   |      |
| Matej Oven    |      |      |      |                       |      |                   |      |
| Vid Trdan     |      |      |      |                       |      |                   |      |
| Jure Pucelj   |      |      |      |                       |      |                   |      |

|  | Álbum editado |  | Voz principal |  | Bajo |  | Guitarra |  | Batería |